# فيلا سافوي

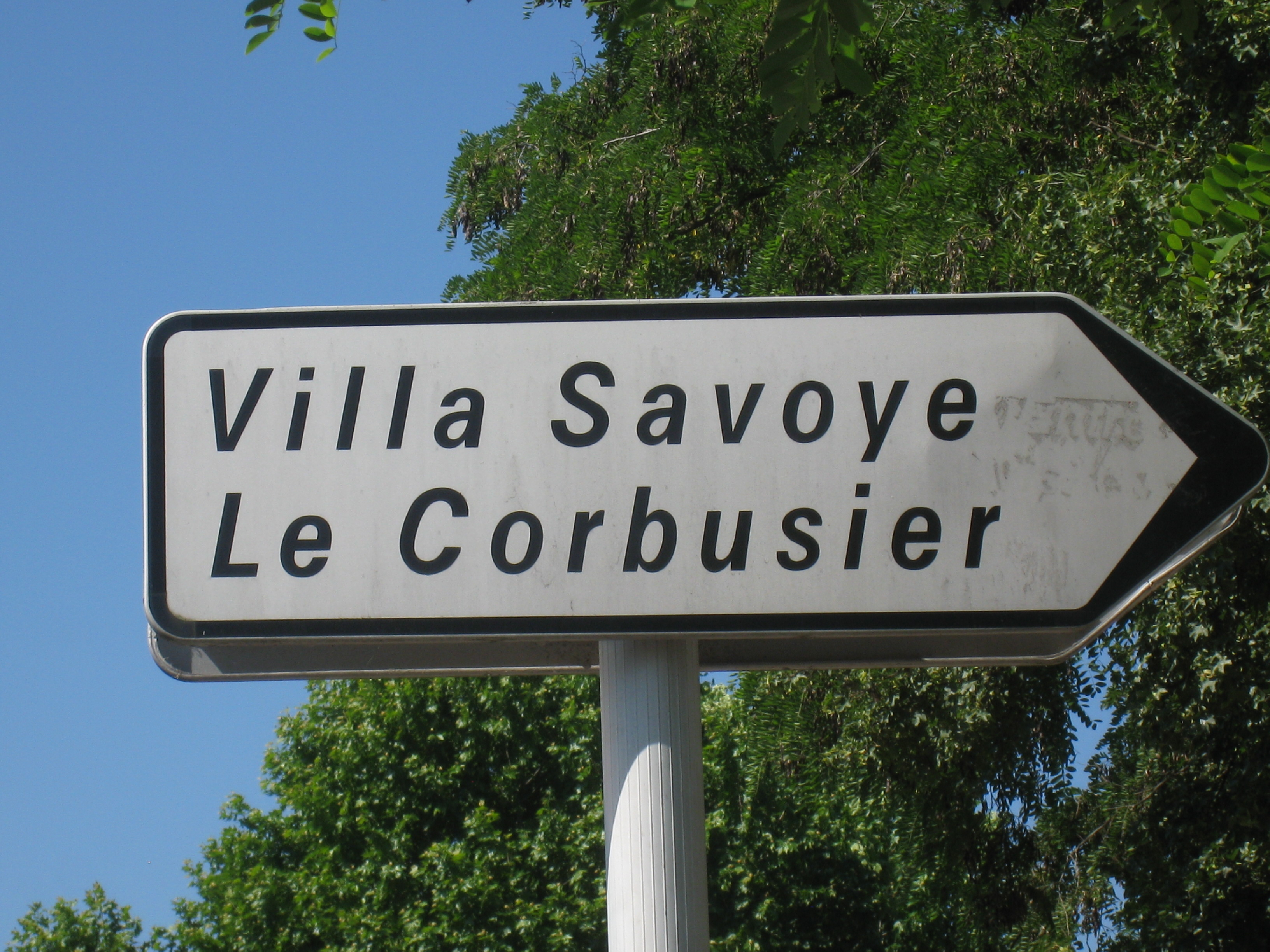
فيلا سافوي.

فيلا سافوي (بالفرنسية: Villa Savoye) عبارة عن فيلا حداثية في بواسي، في ضواحي باريس، فرنسا. صُممت من قبل المعماريين السويسريين لو كوربوزييه وابن عمه بيير جانري، بين عامي 1928 و 1931 باستخدام الخرسانة المسلحة. وهي واحدة من أهم المساهمات في العمارة الحديثة في القرن العشرين، حيث تناول فيلا سافوى فكرا معاصر للمنزل الريفي الفرنسي، وتفاعل مع عصر الآلة الجديد. وهي من أبرز الأمثلة على الطراز الدولي في العمارة.
ونتيجة لطموحاته وإعجابه بالتصميم ( الآلي )، أنشئ لوكوربوزييه نظرية عمارة "النقاط الخمس"، التي هي ببساطة مجرد قائمة من العناصر المحددة والتي يتم إدراجها في التصميم. ويمكن اعتبار عمارة النقاط الخمس قائمة تفسير لو كوربوزييه الحديث للعشرة كتب ل ( فيتروفيوس ) حول العمارة - ولكن ذلك ليس حرفيا، كأنه دليل مساعد للمعماريين - ولكن كمكونات ضرورية في التصميم. وهي مفصله بدقة في فيلا سافوى في خمس نقاط وهى:
- الركائز (أعمدة رفيعة)
- شرفات السقف المسطحة
- المساقط المفتوحة
- النوافذ الشريطية
- الوجهات الحرة (خالية من عناصر إنشائية)

## وصلات خارجية
- فيلا سافوى - لو كوربيزيه.